# Noi e l'amore - Comportamento sessuale variante
Noi e l'amore - Comportamento sessuale variante è un film erotico del 1986 diretto da Antonio D'Agostino.

## Trama
Un sessuologo esibisce alcuni casi di anomalie e perversioni sessuali maschili e femminili, a suo dire ispirati a fatti e situazioni realmente accertati.